# Tomoya Osawa
Tomoya Osawa (大沢 朋也 Osawa Tomoya?), född 22 oktober 1984 i Saitama prefektur, är en japansk fotbollsspelare.
Osawa började sin karriär 2003 i Omiya Ardija. 2005 flyttade han till Sagawa Express Tokyo (Sagawa Shiga). Han spelade 174 ligamatcher för klubben. Efter Sagawa Shiga spelade han för Kamatamare Sanuki. Han avslutade karriären 2017.